# Opera Mail
Opera Mail (старое название M2) — клиент электронной почты и новостной клиент, ранее встроенный в браузер Opera, а теперь являющийся отдельной почтовой программой. Его интерфейс немного отличается от остальных почтовых клиентов с целью обеспечения лучшей интеграции с Opera. В нём имеются фильтры спама (автоматический и обучаемый — байесовский (англ. Bayesian, по фамилии автора теоремы его имени Томаса Байеса)), поддержка протоколов POP3, IMAP, SMTP и ESMTP, новостных групп, новостных лент RSS, Atom и NNTP.
В Opera Mail используется одна база данных, которая хранит содержание всех писем и сортирует их автоматически по нескольким параметрам, например, по типу: просто письма и письма с вложенными файлами. Это обеспечивает быстрый доступ к письмам. Содержание письма можно посмотреть ниже списка входящих и в отдельном окне. Также байесовский фильтр используется для автоматической сортировки сообщений по различным параметрам. Все сообщения, расположенные в базе данных, доступны по пункту меню Читать почту/Received view. В Opera Mail есть функция минимизации трафика, которая предоставляет пользователю доступ только к первым строкам письма, а не ко всему письму, тем самым сокращая потребляемый трафик. Также одним из главных нововведений с выходом браузера Opera 9.64 является предпросмотр лент новостей. С его помощью генерируется страница, содержащая текущую информацию в рассылке, и пользователь может ознакомиться или подписаться на рассылку, используя специальную кнопку. Одним из минусов почтового клиента с момента появления было отсутствие возможности использовать форматирование при написании письма. Этот недостаток исправлен в Opera 10. Также в 10 версию браузера была встроенная система проверки правописания.
В Opera Mail также есть менеджер контактов и простой IRC—клиент, позволяющий пользователю подключиться к нескольким серверам одновременно. Возможно приватное общение и передача файлов между пользователями. В чатах возможно изменять внешний вид, отредактировав CSS файл (примеры).
Opera 12 (движок Presto) — последняя версия браузера, в которую был встроен почтовый клиент. Теперь Opera Mail вынесен в отдельное приложение.
В настоящее время Opera Mail завершил свой жизненный цикл. Это означает, что больше не предоставляется ни техническая поддержка, ни обновления продуктов и безопасности. Продукт больше не доступен для загрузки с отдельной страницы (но его можно скачать с ftp-сервера Opera).